# دیوید استاکتون
دیوید استاکتون (انگلیسی: David Stockton؛ زادهٔ ۲۴ ژوئن ۱۹۹۱) بازیکن بسکتبال اهل ایالات متحده آمریکا است.
از باشگاه‌هایی که در آن بازی کرده‌است می‌توان به یوتا جاز اشاره کرد.